# Xã Farmington, Quận Trumbull, Ohio
Xã Farmington (tiếng Anh: Farmington Township) là một xã thuộc quận Trumbull, tiểu bang Ohio, Hoa Kỳ. Năm 2010, dân số của xã này là 2.728 người.